# Esch (Adelsgeschlecht)

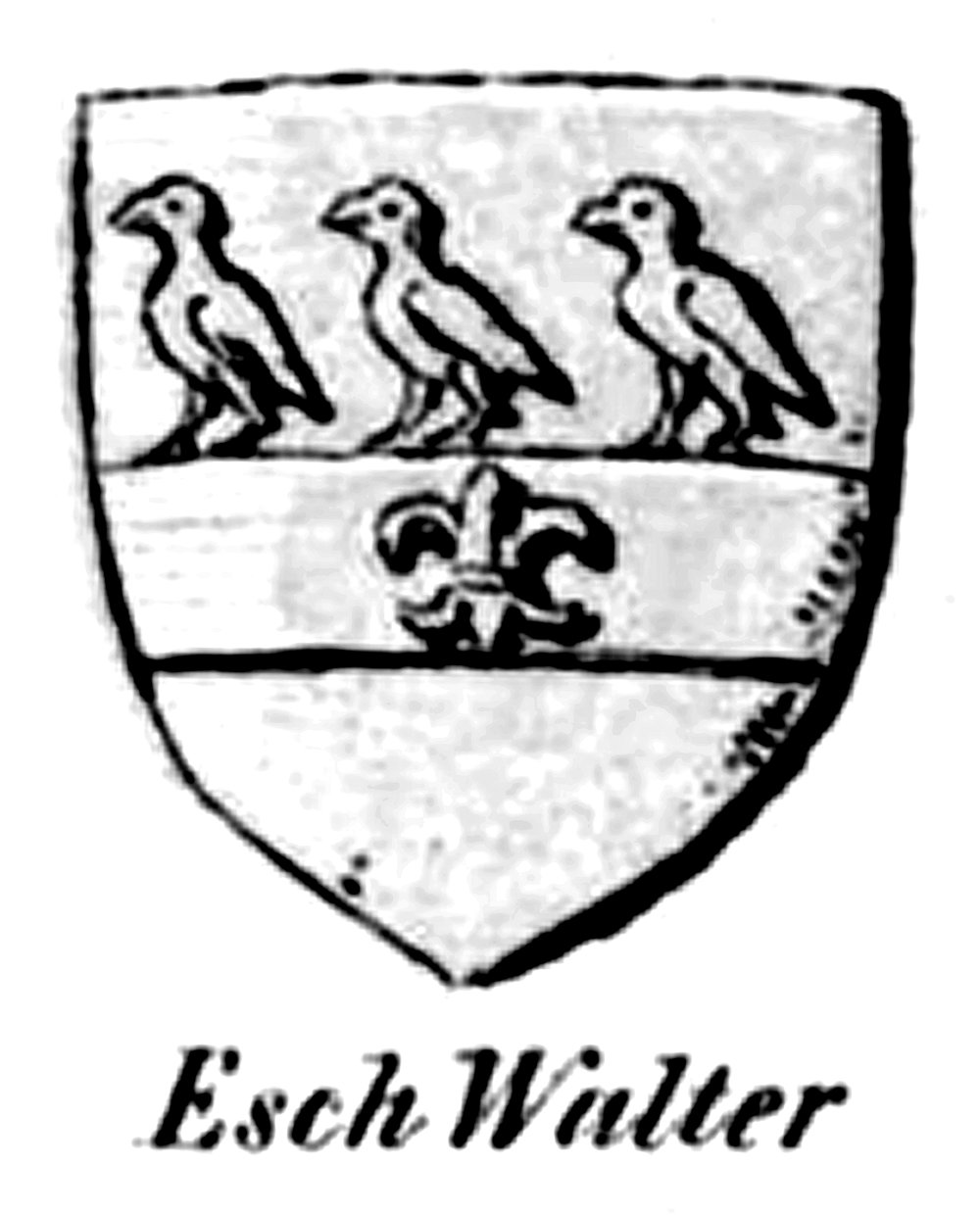
Siegelabdruck des Ritters Wolther von Esch

von Esch war der Name von zwei rheinländischen Adels- bzw. Landadelsgeschlechtern, die zu jeweils unterschiedlichen Zeiten ihren Stammsitz im Bereich des heutigen Stadtteils Esch der Stadt Elsdorf hatten. Diese Familien sind nicht verwandt mit anderen adeligen Häusern gleichen Namens, wie z. B. den Herren von Esch (an der Salm) oder Esch (an der Sauer). Mithin gehört auch nicht dazu die ursprünglich aus Frelenberg bei Geilenkirchen stammende briefadelige Familie von der Esch(en), wo die Nachfahren 1892 und 1901 in den preußischen Adelsstand Aufnahme fanden und dort mehrere Generäle hervorbrachte.

## Geschichte
Rudolf Schieffer geht davon aus, dass der im Jahr 1131 erwähnte Edelfreie Godefridus de Ascha dem (zu diesem Zeitpunkt demnach bereits existierenden) Adelsgeschlecht von Esch zuzuordnen ist. Diese Zuordnung steht vermutlich im Zusammenhang mit der These, dass sich der Stammsitz des Pfalzgrafen Hezelin (Hermann) im Bereich des heutigen Stadtteils Esch der Stadt Elsdorf befand. Hezelin war der Bruder von Ezzo von Lothringen, welcher mit Mathilde, Tochter des Kaisers Otto II., verheiratet war.
Eine niederadelige Familie von Esch lässt sich erstmals Ende des 13. Jahrhunderts mit dem Ritter Udo von Esch nachweisen. Dieser wurde 1248 neben Heinrich von Desdorf und Johann von Reifferscheid als Zeuge erwähnt. Eine These geht davon aus, dass der Stammvater dieser niederadeligen Familie der Kölner Ministeriale Herimann cum Barba war. Dieser wurde in der ersten Hälfte des 12. Jahrhunderts vom Kloster St. Pantaleon mit der Verwaltung des Fronhofes in Esch beauftragt. Urkundlich lässt sich Herimann cum Barba erstmals 1131 nachweisen. Wann diese Familie in den Adelsstand erhoben wurde, ist nicht bekannt.
Im Bereich um Elsdorf und Bergheim gab es neben den Rittern von Esch noch weitere Adelsgeschlechter, deren Wappenbild drei Raben auf einem schwarzen Querbalken in einem silbernen (=Weiß) Feld darstellte. Die Familien von Giesendorf, von Troisdorf, von Ousheim (Aussem) und von Reuschenberg gehörten nach einer These von Bernd Reuschenberg einem Sippenverband an. Heinz Andermahr widerspricht dieser These, da die genannten Hinweise (geographische Nähe und Wappenbild) für ihn keine Grundlage für eine These darstellen.

## Wappen
Das Wappen der Familie von Esch (12. Jahrhundert) ist nicht bekannt.
Die Wappen des Ritters Wolther von Esch stellt drei schwarze Raben auf weißem oder silbernen Feld über einen schwarzen Querbalken dar. Die Mitte des Balkens ist mit einer weißen, stilisierten Lilie versehen.